# Vector Unit
Vector Unit — американская компания занимающаяся созданием видеоигр. Была основана в декабре 2007 Ральфом Ноеселом и Мэттом Смолом.

## История
Была основана в декабре 2007 Ральфом Ноеселом и Мэттом Смолом. Они вместе работали над Blood Wake в Stormfront Studios. После Blood Wake, Смол устроился на работу в EA Redwood Shores. Они решили бросить свою работу и начать их студию. Vector Unit была зарегистрирована 28 января 2008. Хотя официально компания состоит всего из двух сотрудников, команда из пяти подрядчиков были введены, для того чтобы завершить свою первую игру, Hydro Thunder Hurricane.

## Технологии
Vector Unit использует собственный движок, известный как Vector Engine для разработки своих игр. FMOD используется для аудио и Bullet Physics Library обрабатывает всю в игре физику. 3D модели создаются в Maya и художники могут посмотреть, как объект будет выглядеть в игре через плагин.
Строительство уровня и размещение опор сделаны в BarracudaEditor, инструментом проектирования уровеней команды. В ходе разработки Hydro Thunder Hurricane Vector Unit поддерживал PC сборку игры, который позволил художникам и другим членам команды испытать всё в игре без перемещения в Kit Xbox 360 Debug.

## Продукция
- 2010 — Hydro Thunder Hurricane для Xbox 360 в Xbox Live Arcade, Windows 8 в Windows Store
- 2011 — Riptide GP для Android, iOS, BlackBerry 10
- 2012 — Shine Runner для Android, iOS, BlackBerry 10
- 2012 — Beach Buggy Blitz для Android, iOS, BlackBerry 10
- 2013 — Riptide GP 2 для Windows Phone, Android, iOS, BlackBerry 10, PS4, Windows
- 2014 — Beach Buggy Racing для Android, iOS
- 2016 — Riptide GP®: Renegade для Xbox One, PS4, Windows, Android, iOS
- 2017 — MouseBot для iOS, Android, Amazon Fire OS
- 2019 - Beach Buggy Racing 2 для PlayStation 4, Nintendo Switch, Android, Xbox One, Windows.